# Ernie Reyes Sr.
Ernie Reyes Sr., nato Ernesto E. Reyes Sr. (12 febbraio 1947) è un attore e artista marziale statunitense, padre di Ernie Reyes Jr..

## Biografia
Ernie Reyes è figlio di immigrati filippini arrivati in California negli anni 1920.  È cresciuto a Salinas, in California , e ha iniziato a lavorare nei campi quando aveva 12 anni.
Si è laureato in amministrazione aziendale presso la San Jose State University,  dove ha incontrato Tony Thompson.
Nel 1966 iniziò a studiare arti marziali con Tang Soo Do, continuando durante i suoi anni di formazione preso San Jose State University.  Ha poi studiato Tae Kwon Do.
All'inizio degli anni 1970, stava studiando altre arti marziali, tra cui pugilato, kickboxing, escrima , e Wu Shu . A metà degli anni 1970, gareggiò nel karate.  Ha vinto il campionato nazionale statunitense di Tae Kwon Do nel 1977, seguito da un bronzo ai Campionati mondiali di Taekwondo del 1977 .
Reyes ha co-fondato la West Coast World Martial Arts Association con Tony Thompson.  L'associazione ha più di 35 scuole, dove insegnano a più di settemila studenti.  Ha guidato e coreografato la squadra dimostrativa dell'associazione, fondendo musica moderna e ginnastica con le arti marziali tradizionali.  La squadra dimostrativa è attiva dall'inizio degli anni 1980. 
Nel 1993 ha avuto un ruolo da attore insieme al figlio Jr. nel film Guerrieri del surf. 
Anche se non apparso nel film Street Fighter - Sfida finale,  interpreta Akuma nell'adattamento videoludico della pellicola.
Nel 2021, Reyes è stato inserito nella International Sports Hall of Fame.